# フリードリヒ・ヴィルヘルム4世騎馬像
ドイツ・ベルリンの旧国立美術館前にあるフリードリヒ・ヴィルヘルム4世騎馬像（フリードリヒ・ヴィルヘルム4せいきばぞう、ドイツ語: Reiterstandbild Friedrich Wilhelms IV.）は、プロイセン国王フリードリヒ・ヴィルヘルム4世を記念する騎馬像である。
グスタフ・ブレーザーのデザインをもとに、アレクサンダー・カランドレリが製作を担当。芸術のパトロンとしてのフリードリヒ・ヴィルヘルム4世に敬意を表して、四隅にはそれぞれ宗教、芸術（詩）、歴史、哲学を寓意した小さな像が配置されている。
像の国王は三角帽子もピッケルハウベも被っていない。そのため東ドイツ時代も軍国主義の象徴とはみなされず、破壊を免れた。